# Kirchenburg Neudorf
Die Kirchenburg Neudorf (rumänisch Biserica fortificată din Nou) ist eine ehemalige Kirchenburg in Nou (Neudorf) bei Hermannstadt in Rumänien.

## Bauwerk
Im 13. Jahrhundert wurde eine dreischiffige Pfeilerbasilika mit Westturm errichtet. Das Mittelschiff, überwölbt von einem Tonnengewölbe mit Stichkappen, ist durch fünf Rundbögen auf Pfeilern von den kreuzüberwölbten Seitenschiffen getrennt. In der Apsis sind gotische Steinrippen verwendet, während der restliche Chor kreuzüberwölbt ist. Die Außenseite des Chors ist durch Lisenen und einen Rundbogenfries mit Gesichtsmasken darstellenden Konsolen gegliedert. Der Barockaltar stammt von 1723, auch die Kanzelempore, der Opferstock und die Empore stammen aus dem 18. Jahrhundert.
An der Westseite des Glockenturms sind der Rundbogen des zugemauerten romanischen Portals erkennbar sowie Reliefs eines Bischofs und einer Raubkatze. Im Jahr 1993 wurde die Orgel ausgebaut und verkauft, 1970 wurde das Turmdach aus Blech durch Ziegel ersetzt.

## Nachweise
- Hermann Fabini: Die Kirchenburgen der Siebenbürger Sachsen. Monumenta-Verlag, 2013, S. 181–182.